# Anchialina madagascariensis
Anchialina madagascariensis är en kräftdjursart som beskrevs av Nouvel 1969. Anchialina madagascariensis ingår i släktet Anchialina och familjen Mysidae. Inga underarter finns listade i Catalogue of Life.